# Didier Comès
Didier Herman Comès, ursprungligen Dieter Hermann Comès, född 11 december 1942, död 6 mars 2013, var en belgisk serietecknare. Han skrev och tecknade sedan tidigt 1970-tal ett antal äventyrsserier, ofta ambitiöst upplagda dramer med mytisk eller fantastisk anknytning där Tystnad blev den kanske mest kända. För denna mottog han 1981 priset för fjolårets bästa seriealbum på den internationella seriefestivalen i Angoulême. Didier Comès var vän med och inspirerades av den italienske serieskaparen Hugo Pratt.

## Biografi

### Uppväxt och bakgrund

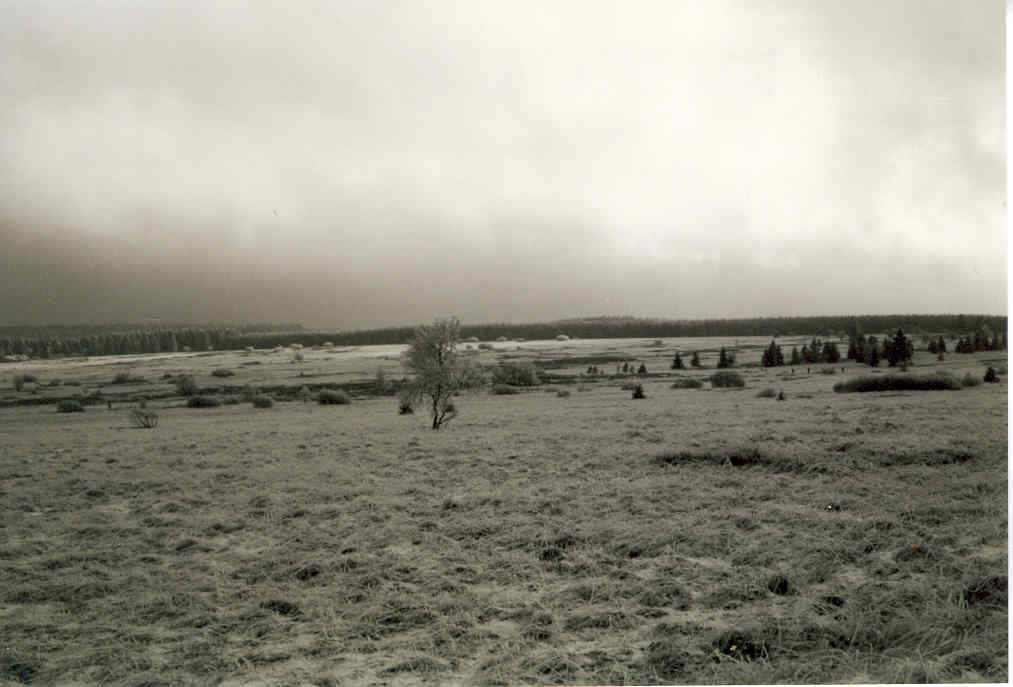
Hed i Hautes Fagnes/Hohes Venn i östligaste Ardennerna, februari 2005. Ödsliga landskap från denna region bildar bakgrund i ett antal av Comès' serier.

Comès föddes 11 december 1942 i den lilla tyskspråkiga småorten Sourbrodt nära Verviers i östra Ardennerna. Orten, fem km väster om dagens tysk-belgiska nationsgräns, tillhörde den belgiska region som 1940 annekterats av Tyskland och under åren 1940–1944 därför var tyskt territorium. Hans födelsenamn var Dieter Hermann Comès, vilket förfranskades till Didier Herman Comès i efter den allierade befrielsen av Belgien i slutet av 1944. Hans far var tysktalande och hans mor fransktalande, och han definierade sig själv som en "korsning mellan två olika kulturer". Comès var 1983 en av undertecknarna av Manifeste pour la culture wallonne ('Det vallonska kulturmanifestet') och sa då:
| ”                     | Det finns inte ett utan flera Vallonier och flera sätt att tala. Det enda som är gemensamt är sökandet efter vår identitet. Samt kopplingen till jorden, våra rötter och vissa värden från det förgångna. Liksom vår envishet och frihetskänsla. Som liten växte jag upp med den tyska kulturens smått kusliga berättelser, med deras tomtar och trollkarlar som kan jämföras med en del bretonska folksagor. Vallonien är fortfarande väldigt keltiskt. Det är ett dimmornas och mystikens land. | „ |
| – Didier Comès, 1983, | |   |

Efter att ha gått i skola till tecknare på en yrkesskola i Malmedy, började han vid sexton års ålder som ritare vid en fabrik i Verviers som tillverkade maskiner för textilindustrin. Han intresserade sig för jazz och började teckna vid sidan om arbetet.

### De första serieåren
1969 debuterade han presstecknare med Hermann, en serie skämtteckningar som trycktes i ungdomsbilagan till den stora dagstidningen Le Soir. 
1973 följetongspublicerade franska serietidningen Pilote Le Dieu vivant ("Den levande guden"), den första delen i serien Ergün l'errant (Ergun vandraren på svenska, 1980). Andra delen, Le Maître des Ténèbres ('Skuggornas furste') trycktes först 1980 i (À Suivre), och 1987 fortsattes serien av Patrick Deubelbeiss och Benoît Peeters. Redan här utmärktes berättelsen av sina kontrastrika, filmiskt eleganta bilder och sin fantastiska historia kretsande kring död och mytologi. Berättandet och bilderna har dock fått en del att beteckna det som "psykedeliskt flum".
1976 publicerades L'Ombre du corbeau ('Korpens skugga') i den belgiska upplagan av serietidningen Tintin, och man jämförde redan Comès med Hugo Pratt. Serien var en mörkt surrealistisk berättelse med första världskriget som tema. Pratt hade då med sina ambitiösa serieromaner i svart/vitt kommit att ange tonen för delar av den nya, litterärt syftande vuxenserietraditionen.

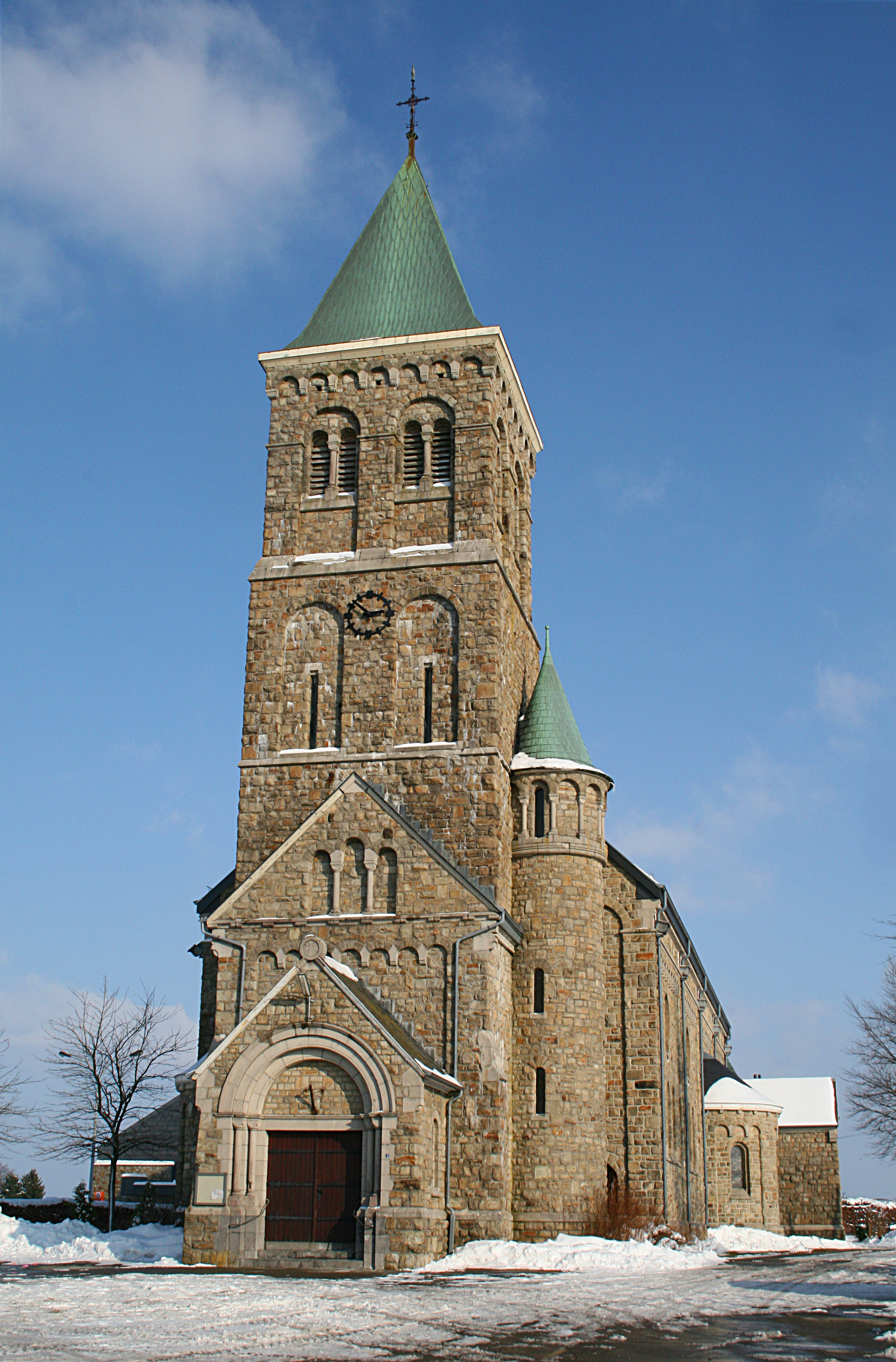
Saint-Wendelin-kyrkan i Comès födelseort Sourbrodt. Religionen och kyrkans män spelar en viktig roll i bland annat Comès' album Salamandern.

### Tystnad och Casterman
Under 1979 publicerade Castermans nya månadstidning (À Suivre) den långa serieföljetongen Tystnad. Här lämnade Comès färgen bakom sig och koncentrerade sig på den kontrastrika teckningsstil i svart och vitt som Hugo Pratt tidigare gjort till sitt signum. Den intensiva berättelsen var centrerad kring en dövstum pojke i Ardennerna efter andra världskriget.
Framgången med Tystnad, som kom i album året efter och 1981 belönades med pris för årets bästa album på seriefestivalen i Angoulême, gjorde Comès till ett av de främsta namnen i 1980-talets franska vuxenserievåg. Comès skulle i de kommande albumserierna återkomma till Tystnads teman omkring krig, mytologi, relationsproblem, häxkonst, djur och död – ofta med Ardennerna som bakgrund. Redan tidigt var Comès påverkad av andra lokala serieskapare som René Hausman och Paul Deliège.

### De sista åren
De senaste åren uppmärksammades Didier Comès genom två utställningar, en i belgiska Liège och en i franska Angoulême. Det på konstmuseet i Liège (2012) presenterade 250 serieoriginal, medan ytterligare 50 seriesidor lades till inför visningen på seriefestivalen i Angoulême.
7 mars 2013 avled Comès, vid 70 års ålder. Dödsorsaken var lunginflammation.

### Tidningspubliceringar
(franskspråkiga original, svenska i fetstil)
- 1971 – Homard vigilant, i Spirou (3 skämtteckningar).
- 1972 – Actualités, i Pilote (belgiska editionen), illustrationer till 22 historier och fyra sammanfattningar.
- 1973 – Ergün l'errant – Le Dieu vivant, i Pilote n°699-709.
- 1977 – Comeseries, i Pilote (belgiska editionen), 7 skämtteckningar.
- 1976–1977 – L'Ombre du corbeau, Tintin (belgiska editionen) n°38/76-2/77.
- 1977 – Zozos, i Spirou, 8 skämtteckningar.

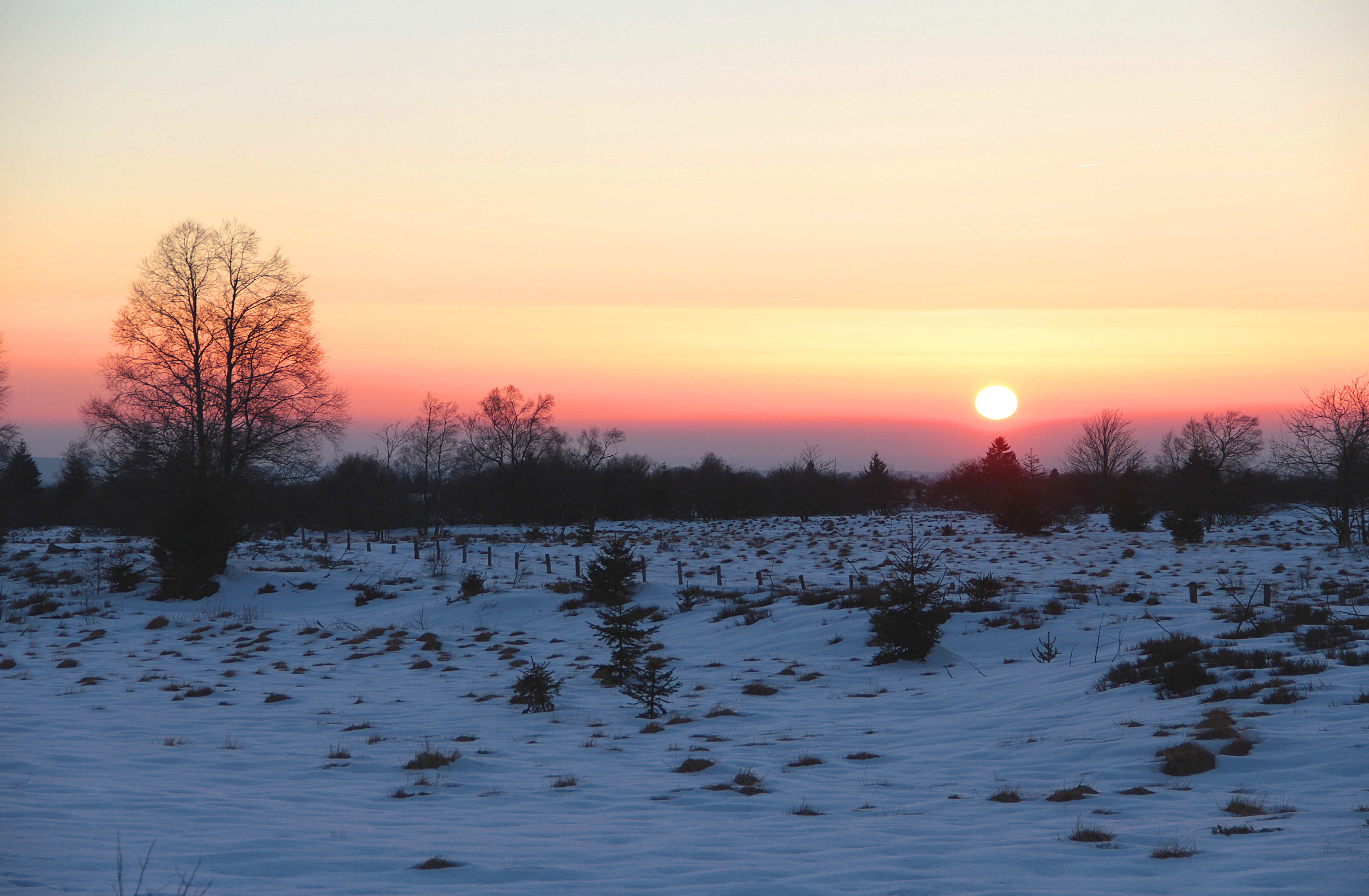
Trôs Brôli i Haute Fagnes i östligaste Belgien, mars 2013. Snötäckta hedar tecknade i kontrastrikt svart och vitt var vanliga i de serier som Comès slog igenom med på allvar.

- 1979 – Silence, i (À Suivre) n°13-21.
- 1980 – Ergün l'errant, i (À Suivre) n°25-28.
- 1981 – La Belette, i (À Suivre) n°45-52.
  - 1985 – Salamandern, i Pox, #1985:04–11.
- 1984 – Eva, i (À Suivre) n°72-78.
- 1987–1988 – L’Arbre-Cœur, i (À Suivre) n°118-120.
- 1990–1991 – Iris, i (À suivre) n°153-159.
- 1994–1995 – La Maison où rêvent les arbres, i (À Suivre) n°200-207.

### Albumutgåvor
(franskspråkiga original, svenska album i fetstil)
- Ergün l'errant:
  - 1974 – 1: Le Dieu vivant, Rossel (Belgien)/Dargaud (Frankrike).
    - 1980 – Den levande guden, Carlsen/if, ISBN 91-510-2515-9.

  - 1981 – 2: Le Maître des ténèbres, Casterman.
- 1980 – Silence, Casterman.
  - 1985– Tystnad, Medusa, ISBN 91-86300-09-1.
- 1981 – L'Ombre du corbeau, Le Lombard.
- 1983 – La Belette, Casterman.
  - 1988 – Salamandern, Medusa, ISBN 91-86300-36-9.
- 1985 – Eva, Casterman.
  - 1986 – Eva, Medusa, ISBN 91-86300-22-9.
- 1988 – L'Arbre-Cœur, Casterman.
- 1991 – Iris, Casterman.
- 1995 – La Maison où rêvent les arbres, Casterman.
- 2000 – Les Larmes du tigre, Casterman.
- 2006 – Dix de Der, Casterman.

## Utmärkelser
- 1980 – Grand Prix Saint-Michel
- 1981 – Alfred (Angoulême) för fjolårets bästa seriealbum
- 1983 – Saint-Michel för bästa serie (La Belette)